# Aage Müller
Aage Müller (født 2. februar 1900, død 23. marts 1954) var en dansk arkitekt.
Han var uddannet fra Kunstakademiets Arkitektskole og fik efterfølgende ansættelser hos Thorkild Henningsen, Ole Falkentorp og Bent Helweg-Møller.
I 1938 blev han kompagnon med Povl Baumann, som han gennemførte en række større opgaver sammen med, heriblandt et større fabriksanlæg for E.F. Esmann i Valby. Et andet markant værk er Ellebjerg Skole i Sydhavnen.

## Værker i udvalg
- Klerkegaarden, boligbebyggelse ved Tomsgårdsvej og Birkedommervej, København (1942 sammen med Povl Baumann, præmieret, stærkt ombygget)
- Ellebjerg Skole, P. Knudsens Gade, Kbh. (1944-1949 sammen med Povl Baumann)
- Aldersrenteboliger, P. Knudsens Gade. 41-77 og Borgmester Christiansens Gade 1-19, 21a-25b, Kbh. (1950)
- Konservesfabrik for E.F. Esmann, Høffdingsvej 32-36, Kbh. (1950-1953, siden Plumrose)
- Kommunebibliotek, P. Knudsens Gade 37, Kbh. (1954, i dag en del af Ellebjerg Skole)